# Dolichoris
Dolichoris is een geslacht van vliesvleugeligen uit de familie vijgenwespen (Agaonidae). De wetenschappelijke naam van dit geslacht is voor het eerst geldig gepubliceerd in 1967 door Hill.

## Soorten
Het geslacht Dolichoris omvat de volgende soorten:
- Dolichoris beddomei (Priyadarsanan & Abdurahiman, 1994)
- Dolichoris boschmai (Wiebes, 1964)
- Dolichoris cristata (Grandi, 1928)
- Dolichoris flabellata Wiebes, 1979
- Dolichoris inornata Wiebes, 1979
- Dolichoris malabarensis (Abdurahiman & Joseph, 1968)
- Dolichoris nervosae (Hill, 1967)
- Dolichoris umbilicata Wiebes, 1979
- Dolichoris valentinae (Grandi, 1916)
- Dolichoris vasculosae Hill, 1967